# Epagny Metz-Tessy
Epagny Metz-Tessy is een gemeente in het Franse departement Haute-Savoie (regio Auvergne-Rhône-Alpes). De plaats maakt deel uit van het arrondissement Annecy. Epagny Metz-Tessy is op 1 januari 2016 ontstaan door de fusie van de gemeenten Épagny en Metz-Tessy. De gemeente telde 8.642 inwoners op 1 januari 2022.

## Geografie
De oppervlakte van Epagny Metz-Tessy bedroeg op 1 januari 2022 12,06 vierkante kilometer; de bevolkingsdichtheid was toen 716,6 inwoners per km².

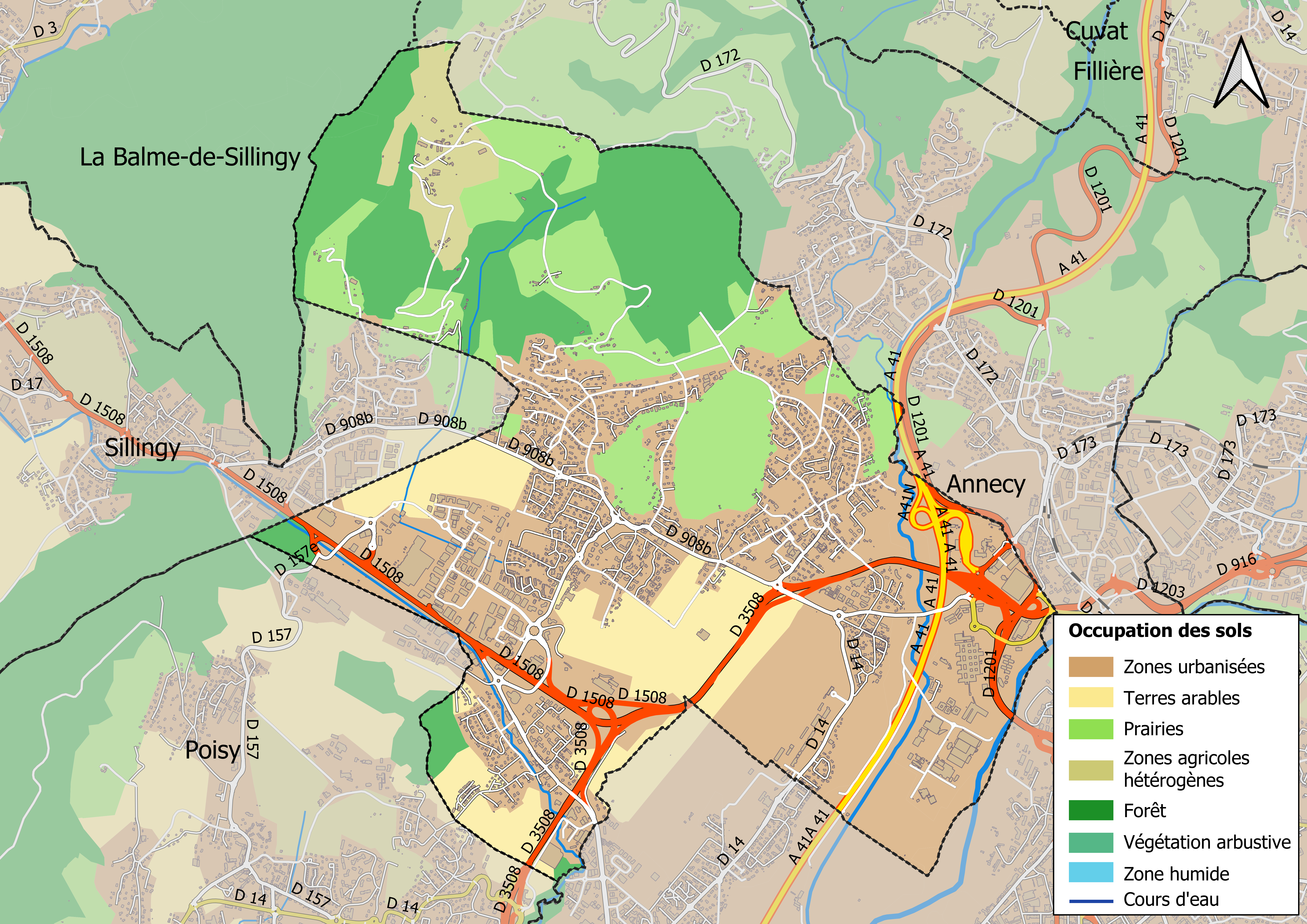
Kaart van de gemeente met de belangrijkste infrastructuur, bodemgebruik en omliggende gemeenten